# Santa Fé (Paraná)
Santa Fé es un municipio brasileño del estado del Paraná. Posee un área es de 276,241 km² representando 0,1386 % del estado, 0,049 % de la región y 0,0033 % de todo el territorio brasileño. Se localiza a una latitud 23°2′16″ sur y a una longitud 51°48'18" oeste. Su población (2010) es de 10 436 habitantes.

## Demografía
Datos del censo - 2010
Población total: 10 432
- Urbana: 9620
- Rural: 1546

- Hombres: 4408
- Mujeres: 4532

Índice de Desarrollo Humano (IDH-M): 0,773
- IDH-M Salario: 0,691
- IDH-M Longevidad: 0,790
- IDH-M Educación: 0,839

## Clima
Clima Subtropical Húmedo Mesotérmico, veranos calientes con tendencia de concentración de las lluvias (temperatura media superior a 22 °C), inviernos con heladas poco frecuentes (temperatura media inferior a 18 °C), sin estación de sequía definida.